# Ropalidia ochracea
Ropalidia ochracea är en getingart som beskrevs av Vecht 1962. Ropalidia ochracea ingår i släktet Ropalidia och familjen getingar. Inga underarter finns listade i Catalogue of Life.